# Marino, Nordmakedonien
Marino (makedonska: Марино) är en ort i Nordmakedonien. Den ligger i kommunen Ilinden, i den centrala delen av landet, 13 kilometer öster om huvudstaden Skopje. Marino ligger 230 meter över havet och antalet invånare är 2 503.